# DAZ 3D
Daz Productions, Inc., couramment appelé Daz 3D, est une société américaine de développement de contenu et de logiciels 3D spécialisée dans la création de modèles humains 3D riggés, de contenus additionnels et de logiciels, tant pour les amateurs que pour les professionnels. Faisant à l'origine partie de Zygote Media Group (en), Daz 3D devient indépendant en 2000 en tant que « Zone d'art numérique » pour se concentrer sur la création de contenu pour Poser.
Daz 3D continue de se concentrer sur le développement de contenu 3D, mais commence également à créer sa propre gamme de logiciels 3D, avec l’achat de plusieurs applications 3D d'importance :
- Bryce 3D, un modeleur et moteur de rendu de paysages basé sur des fractales, acheté à Corel par DAZ en 2004.
- Hexagon, un modeleur de maillage 3D développé à l'origine par Eovia (en) et acquis par DAZ en 2006.
- Carrara, un logiciel de modélisation et d’animation 3D à usage général, également acheté à Eovia en 2006[4].

De plus, Daz 3D a développé son propre logiciel de création de scènes, DAZ Studio, comme alternative à Poser.
En 2016, Daz 3D crée Tafi, une entreprise de contenu 3D destinée au développement de jeux.

## Logiciel 3D gratuit
En 2012, Daz 3D est passé de la vente de logiciels et de contenus 3D à une stratégie consistant à offrir les logiciels 3D gratuitement et à se concentrer davantage sur la vente du contenu. Cela commence par la mise en gratuité de Daz Studio en 2012, ce qui permet aux clients de créer des images et des vidéos. Elle se développe en 2017 lorsque Daz 3D ajoute Hexagon à la liste de ses logiciels gratuits, ainsi que la possibilité de faire de la modélisation 3D avec.

## Technologie de création de modèles humains
Daz 3D a sorti de nombreuses versions de ses personnages humains, mais en 2011, l'entreprise lance un changement important dans la technologie sous-jacente. Au lieu que chaque personnage soit conçu individuellement, Daz 3D crée la plate-forme Genesis, dans laquelle les modèles sont dérivés sous forme de morphes à partir d'un maillage de base. Cette technologie présente deux différences principales : la possibilité de mélanger des modèles dans une très grande variété de formes et, étant donné que ces formes sont toutes dérivées, un contenu additionnel commun comme des vêtements, des cheveux et d'autres morphs qui peuvent être appliqués non seulement sur tous les personnages, mais également faire des mélanges entre eux.
La plate-forme Genesis connait plusieurs versions depuis son lancement en 2011 :

### Genesis 2
L’un des inconvénients de la plate-forme Genesis est que, même si elle permet une très grande souplesse dans la forme des personnages et des vêtements, elle atténue également certains des éléments qui rendent un modèle masculin ou féminin unique. Genesis 2, sorti en 2013, modifie cela en scindant le modèle de base de Genesis en deux modèles de base distincts : Genesis 2 Male et Genesis 2 Female.

### Genesis 3
Avant Genesis 3, les modèles utilisaient TriAx Weight Maps, là où de nombreuses autres plates-formes concurrentes utilisaient le double quaternion (en). Cela change avec Genesis 3, sorti en 2015, et qui permet aux modèles 3D de Daz d’être davantage compatibles avec d’autres plates-formes logicielles 3D ainsi que des plates-formes de développement de jeux.

### Genesis 8
Le saut de nom de Genèse 3 à Genèse 8 a pour but de dissiper toute confusion dans les conventions de dénomination. Bien que Genesis en soit à sa quatrième version, la plupart des modèles 3D phares de Daz 3D en sont maintenant à leur huitième version. Afin d'éviter toute confusion entre Victoria 8 et Michael 8, personnages de Genesis 4, Daz 3D change le contrôle de version de Genesis afin de l'adapter aux versions des personnages.
Genesis 8 inclut également des modifications significatives dans la compatibilité avec les générations précédentes et leur contenu, ainsi que des courbures musculaires et articulaires et des expressions du visage.